# Gossia dallachyana
Gossia dallachyana är en myrtenväxtart som först beskrevs av Ferdinand von Mueller och George Bentham, och fick sitt nu gällande namn av Neil Snow och Gordon P. Guymer. Gossia dallachyana ingår i släktet Gossia och familjen myrtenväxter. Inga underarter finns listade i Catalogue of Life.